# Цзян Цзинь
Цзян Цзинь (кит. упр. 江津, пиньинь Jiāng Jīn; 17 октября 1968, Тяньцзинь, КНР) — китайский футболист, вратарь. С 1997 по 2002 год выступал за сборную Китая. В качестве основного вратаря выступал на Кубке мира 2002 года. Некоторое время занимал пост ассистента главного тренера «Шанхай Старз», затем перестал заниматься футболом до скандала 2010 года, связанного с участием в договорных матчах.

## Карьера

### Клубная
Цзян Цзинь начал футбольную карьеру в команде «Баи» в сезоне 1987 года. В период пребывания в команде она получила профессиональный статус и несмотря на сложности, Цзян также получил статус профессионального игрока. К 1996 году игрока пригласили в национальную команду, а клуб финишировал третьим в чемпионате. Однако несмотря на индивидуальные успехи и выступления в стартовом составе, команда терпела поражения, а по окончании сезона 1998 года потеряла место в высшем дивизионе Китая. После этого Цзян присоединился к «Тяньцзинь Тэда», где он оставался в течение трёх сезонов, после чего перешёл в ставящий высокие задачи «Интер Шанхай» в 2003 году, однако клубу немного не хватило для завоевания титула. В следующем сезон он выходил всего лишь в 16 матчах чемпионата и потерял место в воротах. Переход в команду второго дивизиона «Шанхай Старз» позволил завершить карьеру, а также начать тренерскую деятельность в 2007 году в качестве ассистента главного тренера.

### Международная
Цзян Цзинь начал вызываться в национальную команду с 1993 года, однако дебютировал только 31 октября 1997 года в отборочном матче к чемпионату мира 1998 года против сборной Катара, однако команда проиграла со счётом 3-2. При главном тренере Бобби Хафтоне Цзян стал основным вратарём сборной Китая и принял участие в Азиатских играх 1998 года, которые проходили в Бангкоке. На турнире был признан «Лучшим голкипером Азии». Принял участие в единственном для Китая Кубке мира 2002 года.

## Договорные матчи
17 октября 2010 года Цзян Цзинь, как сообщалось, был задержан полицией в рамках расследования договорных матчей. Он допрашивался на предмет договорного характера матча, который состоялся 30 ноября 2003 года против «Тяньцзинь Тэда» (сам игрок в это время выступал за «Интер Шанхай». Обвинение полагало, что его одноклубник Шэнь Сы получил взятку от тренера «Тяньцзиня» Ян Ифэна в размере 12 млн.юаней за проигрыш. Кроме того, Шэнь Сы привлёк к участию других футболистов клуба: Цзян Цзиня, Ци Хуна и Ли Мина. После ареста Цзян Цзинь 13 июня 2012 года был признан судом виновным в участии в договорных матчах, осуждён на 5,5 лет и оштрафован на 500,000 юаней вместе с другими участниками скандала. Шэнь Сы получил шесть лет тюрьмы.

## Личная жизнь
У Цзян Цзиня есть старший брат, также футболист, вратарь, выступавший за футбольный клуб «Баи».

## Достижения

### Индивидуальные
- Лучший голкипер Азии : Летние Азиатские игры, 1998
- Лучший голкипер : Кубок Азии по футболу, 2000, Сборная турнира